# Shigetoshi Hasebe
Shigetoshi Hasebe (født 23. april 1971) er en tidligere japansk fodboldspiller og træner.
Han har spillet for flere forskellige klubber i sin karriere, herunder Verdy Kawasaki, Vissel Kobe og JEF United Ichihara.
Han har tidligere trænet JEF United Chiba og Mito HollyHock.